# Aspatria
Aspatria è un paese di 3.266 abitanti della contea del Cumbria, in Inghilterra.